# Philomycus carolinianus
Philomycus carolinianus är en snäckart som först beskrevs av Bosc 1802.  Philomycus carolinianus ingår i släktet Philomycus och familjen Philomycidae. Inga underarter finns listade i Catalogue of Life.